# 吉布森弗拉茨 (蒙大拿州)
吉布森弗拉茨（英語：Gibson Flats）是位於美國蒙大拿州喀斯喀特縣的普查規定居民點。

## 人口
根據2020年美國人口普查的數據，吉布森弗拉茨的面積為8.64平方千米，皆為陸地。當地共有人口203人，而人口密度為每平方千米23.5人。